# Liocichla bugunorum
El charlatán bugun (Liocichla bugunorum) es una especie de ave paseriforme de la familia Leiothrichidae endémica del Himalaya de Arunachal Pradesh, India. Está cercanamente emparentada con el Liocichla omeiensis. Descubierto primero en 1995 en Arunachal Pradesh (noreste de la India), fue descrito como una nueva especie en 2006 por Ramana Athreya. La descripción se hizo sin recolección un espécimen tipo ya que eran tan escasos como para correr el riesgo de matar a uno. Se cree que es una especie en peligro de extinción, con una única población conocida estimada de 14 ejemplares y el desarrollo comercial amenaza el hábitat de esta población.

## Descripción
La especie mide aproximadamente 22 cm (8.7 pulgadas) con un plumaje gris oliva y un casquillo negro. El rostro está marcado con parches color amarillo anaranjado, y las alas tienen manchas amarillas, rojas y blancas. La cola es de color negro con coberteras carmesí bajo la cola y puntas rojas. Las patas son rosadas y el pico es negro y se decolora hasta un blanco pálido cerca de la cata. Un segundo ejemplar con colores más apagados se observó en una red japonesa, y probablemente era la hembra. El canto se describe como aflautado y distintivo.

## Distribución y hábitat

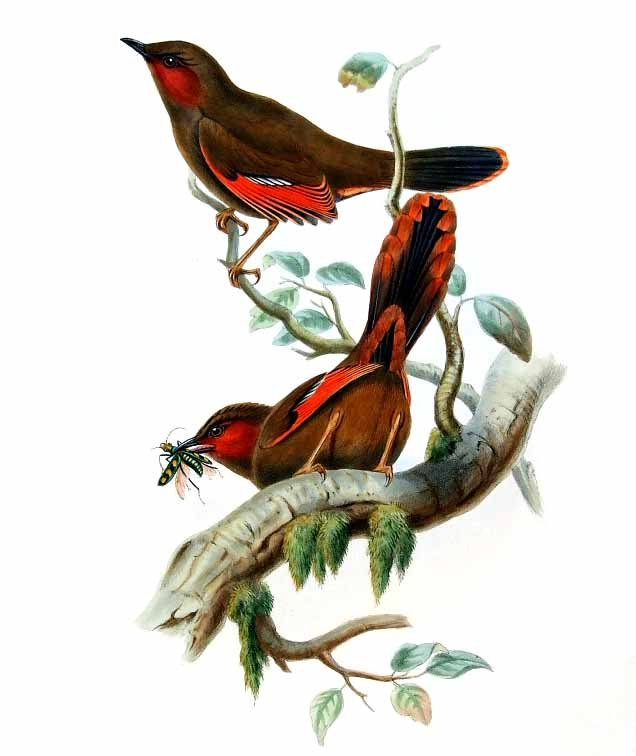
Ilustración de un charlatán carirrojo (Liocichla phoenicea), especie de la misma zona del Liocichla bugunorum.

Todos los avistamientos de la especie han sido a una altitud de 2000 m (6600 pies) en laderas escarpadas cubiertas de arbustos y árboles pequeños, con la excepción de un avistamiento en el borde del bosque primario. Vive en un territorio similar al del Liocichla omeiensis. Fueron observadas pequeñas bandadas durante enero, mientras que se observaron en parejas en mayo, con un total estimado de 14 individuos. Se cree que las parejas pueden mantener y defender sus territorios. El charlatán bugun solo se conoce en la actualidad de una sola ubicación. Podrían descubrirse poblaciones en otras áreas de Arunachal Pradesh o el vecino Bután.
Se han hecho intentos para identificar nuevos sitios en los que la especie podría aparecer, basados en la identificación de hábitats adecuados utilizando modelos computacionales.
El charlatán carirrojo (Liocichla phoenicea) es la única especie del género Liocichla que comparte su distribución, pero su plumaje es significativamente diferente, con la cara color marrón oliva y  alas rojas.

## Descubrimiento de la especie
La especie fue descrita en 2006 después de haber sido descubierta en Santuario de Vida Silvestre Eaglenest en Arunachal Pradesh (India), por un astrofísico, Ramana Athreya. La especie fue vista por primera vez en el santuario en 1995, pero no fue divisada de nuevo en diez años. Athreya los vio de nuevo en enero de 2005, pero no lo dio a conocer hasta que fue capaz de confirmar que era una nueva especie. Cuando se identificó inicialmente parecía ser muy similar a un Liocichla omeiensis, una especie de Liocichla endémica de China. Sin embargo, era muy diferente y la descripción completa finalmente se hizo mediante captura y examen de dos ejemplares usando redes de niebla, en mayo de 2006. Debido a la aparente rareza de la especie ningún espécimen tipo fue tomado, solo plumas en la red de niebla, fotografías, grabaciones y notas fueron utilizados como el holotipo. El Código Internacional de Nomenclatura Zoológica no permite nuevas especies  descritas sin la captura de especímenes tipo, pero esta disposición fue eludida en este caso por la colección de plumas (el Código permite que «cualquier parte de un animal» sea tratado como un espécimen tipo; Art. 72.5.1). La descripción de 1991 del bubú de Erlanger (Laniarius liberatus), una especie africana de la familia Malaconotidae, más tarde considerada inválida, carecía de un espécimen y solo muestras de sangre fueron recolectadas y por tanto lo hace más controvertido.
El primer informe de la especie se hizo en un anuncio a la Nathistory-India, una lista de correo electrónico, en 1996. Pero, fue solo hasta 2006 que la especie fue descrita formalmente.

### Etimología
Los nombres científicos y comunes de las especies se derivan de la tribu bugun, en cuyos bosques comunales se descubrió la especie.

## Estado de conservación
Un «pájaro espectacular» con cantos distintivos que ha pasado por alto hasta 1995 sugiere que la especie no es común. Sólo tres parejas reproductoras se conocen actualmente y está clasificada como en peligro crítico. Aunque la especie es capaz de vivir en los bosques degradados, su pequeña población se considera amenazada, especialmente por los planes para construir una carretera a través de un área que es su hábitat primario.